# Cele două orfeline (film din 1965)
Cele două orfeline (titlul original: în franceză Les Deux Orphelines) este un film dramatic franco-italian, realizat în 1965 de regizorul Riccardo Freda, după romanul și piesa de teatru, Cele două orfeline (1874) de Adolphe d'Ennery și Eugène Cormon, protagoniști fiind actorii Sophie Darès, Valeria Ciangottini și Jacques Castelot. 

## Rezumat
În anii 1780, orfana Henriette Gérard a însoțit-o pe Louise, sora ei adoptivă oarbă, la Paris. Cele două fete speră să găsească un medic care să o vindece pe Louise de orbirea ei. Din păcate, Henriette este răpită de marchizul de Presles, un șarlatan care a decis să o facă jucăria lui.
Louise nu este mai norocoasă decât sora ei. Lăsată să se descurce singură, ea cade în mâinile lui La Frochard, o scorpie alcoolică care nu se va opri niciodată să o umilească și să o chinuie pentru a o obliga să cerșească. Totul pare a se aranja cu intervenția Cavalerului de Vaudrey și a Contesei de Linières...

## Distribuție
- Sophie Darès – Henriette
- Valeria Ciangottini – Louise
- Mike Marshall – Roger de Vaudrey
- Jacques Castelot – marchizul de Presle
- Patrick Balkany – un libertin la marchizul de Presle
- Jean Desailly – M. de Linières
- Simone Valère – dna. de Linières
- Alice Sapritch – La Frochard
- Jean Carmet – Picard
- Roger Fradet – Lafleur
- Michel Barbey – Jacques Frochard
- Marie-France Mignal – Marianne
- Denis Manuel – Pierre Frochard
- Gabrielle Doulcet – Marion
- André Falcon – doctorul Hébert
- France Delahalle – sora Angèle
- Bernard Lajarrige – Rumagnac
- Lucia Amram – Florette
- Christine Aurel – Françoise Morand
- Christian Brocard – vânzătorul de gogoși
- André Cagnard – un ofițer
- Roland Catalano – Marest
- Dominique Delpierre – o fată în închisoare
- Georges Guéret – falsul tăietor de lemne
- Jean-Pierre Laverne – domnul de la Presle
- Gilbert Servien – un stareț
- André Tomasi – M. Martin
- Max Vialle – vestitorul
- François Brincourt
- Corinne Claire
- Rico Lopez
- Colette Mareuil
- Virginie Rodin
- Virginie Solenn
- Eric Vasberg

## Lansare
Filmul Cele două orfeline a avut premiera în Franța pe data de 24 mai 1965.
În România premiera filmului a avut loc la data de 1 iulie 1966 la cinematografele „București” din capitală.

## Literatură
- d'Ennery, Adolphe; Cormon, Eugène, Cele două orfeline, București, 1992, 277 pag.: Editura Moderna;